# 遠隔教育

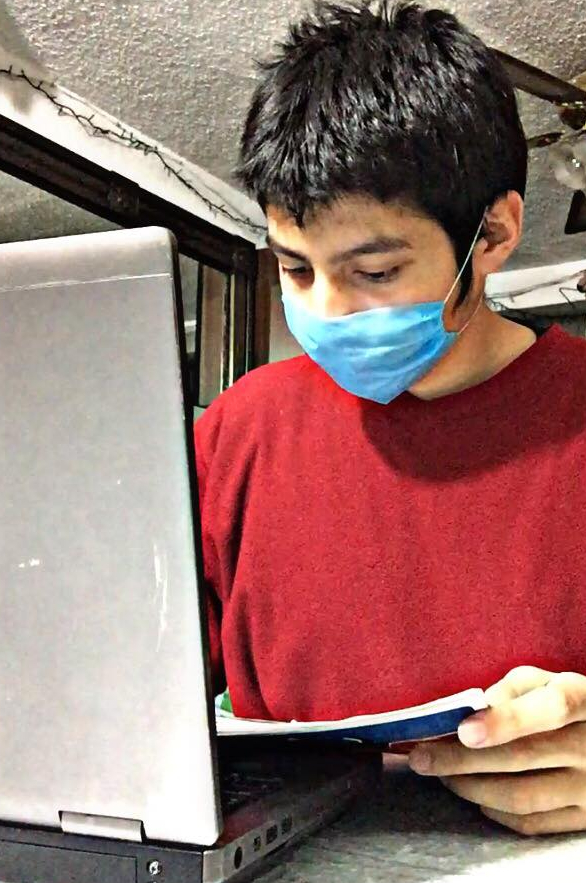
COVID-19パンデミック中に遠隔教育を受けているメキシコの学生。

遠隔教育（えんかくきょういく、英: distance education, distance learning, teleteaching, on-line education など）とは、教師が生徒や学生と直接（物理的に）対面して提供するのではなく、離れた場所から 提供する教育のこと。リモート教育、オンライン授業などとも呼ばれる。

## 概要
通学が困難な学生に教育を届けるため、日中は働いていて教室に通えない者に教育を提供するため等の理由で行われる。
インターネットを利用したものは、1990年代に登場し、2000年代前半まではPCを利用して行われるものが主流だったが、2000年代、2010年代にはタブレット類が比較的安価に流通するようになり、利用が容易になった。

## 歴史
1858年にはロンドン大学で（あくまで補助的な教育プログラムとしてだが）「External Programme」という名称の教育プログラムが用意された。

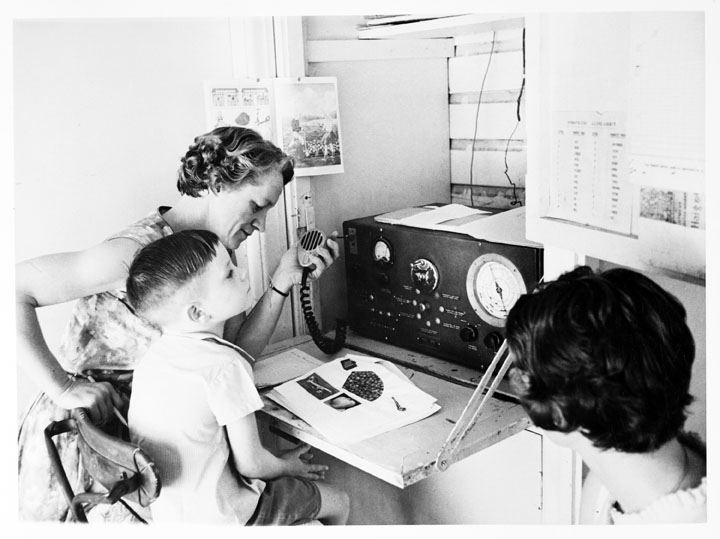
オーストラリア、クイーンズランドでの双方向の無線通信を使った遠隔教育（1960年頃）

遠隔教育がまず盛んになったのはオーストラリアである。広大な国土に対し人口が少なく、学校から離れた場所に暮らす割合が高かったので必要性が高かった。1911年にはクイーンズランド大学がDepartment of Correspondence Studies（通信学習部）を設立した。遠隔教育という表現は、もともとはオーストラリアで子どもたちが学校が遠すぎたりする場合の学習支援などで使われていたものである。
現在は、遠隔地からでも教育を受けることができるといった点以外に、忙しくても自分の都合に合わせて学ぶことができる、通学せずに済むので時間を有効活用できるなどのメリットを感じ受講するケースも増えてきている。

### 日本
日本では、もともと通信教育という言い方が通用していたが、郵便による学習の報告だけでなく、テレビ・ラジオを使って授業を受ける学校法人NHK学園・放送大学学園や、インターネット利用の大学（インターネット大学）などが登場するようになり、呼称が実情にそぐわなくなったので、本項の名称が出てきた。現在では学習塾なども遠隔教育を導入している。2020年の新型コロナウイルスの流行では、小学校・中学校・高等学校が一斉休校になるなど通学が難しくなったことから、インターネットを利用した遠隔教育（オンライン授業）が実施された。

## 日本と各国の普及率
日本の遠隔授業普及率は約91.3％で、世界第23位。対してアメリカは約87.5％（同34位）、イギリスで94.9％（同16位）、ドイツが約89.7％（同27位）だった。加えて、日本では3月2日からの休校要請が出たが、欧米各国のそれは3月中旬から下旬である。

## 遠隔教育の種類

### 録画タイプ
録画タイプは、あらかじめ録画した動画を配信する形式のオンライン授業である。生徒は、動画がアップされているWebサイトなどから、その動画を視聴する。
ライブ配信ではないため、聞き逃した部分を繰り返し聞いたり、ノートをとる際などに一時停止したりすることが可能である。また、基本的に動画が削除・非公開にされない限りはWebサイト上にあるので、自分の好きなタイミングで視聴できる。

### ライブ配信タイプ
ライブ配信タイプは、動画配信ツールなどを利用して、リアルタイムで配信する形式のオンライン授業である。リアルタイムでの配信なので、決められた時間に開始することになる。
手軽に行なえることから、オンライン授業をライブ配信で行なう教育機関が増加しているようだ。

### 双方向タイプ
双方向タイプは、ライブ配信と同じようにリアルタイムで授業が進むオンライン授業である。「ZOOM」や「Skype」などのアプリケーションが、よく使用される。
ライブ配信との違いは、お互いの顔を確認できること、生徒がチャットなどで質問できることである。講師と生徒が双方にコミュニケーションを取れるため、実際に対面して授業を受けているような感覚になれるだろう。